# Wilhelm Weischedel
Wilhelm Weischedel (Frankfurt am Main, 11 de abril de 1905 – Berlim, 20 de agosto de 1975) foi um filósofo alemão e professor da Universidade Livre de Berlim.
Weischedel estudou Teologia evangélica, Filosofia e História, em Marburgo. Em 1932, em Friburgo, doutorou-se em Filosofia sob a orientação de Heidegger. Durante o domínio nazista, recusou-se a exercer a docência, trabalhando como comerciante até o fim da guerra. De 1945 a 1953, foi professor de Filosofia em Tübingen. De 1953 até 1970, quando se aposentou, foi professor titular na Universidade Livre de Berlim, na então Alemanha Ocidental. Dedicou-se a questões da Metafísica, Ética, Estética e História da Filosofia. Escreveu, entre outras, as seguintes obras: A Profundidade na Face do Mundo: Esboço de uma Metafísica da Arte, 1952; Direito e Ética, 1956; Pensamento e Fé, 1965; O Deus dos Filósofos, 1972, e Ética Cética, 1976. Morreu em Berlim no ano de 1975.
(cf.: WEISCHEDEL, Wilhelm. Platão ou o amor filosófico. In: A escada dos fundos da filosofia. 5. ed. Trad. Edson Dognaldo Gil. São Paulo: Ed. Angra, 2006.)